# 廣東恩平地熱國家地質公園
广东恩平地热国家地质公园（英語：Guangdong Enping Subterranean Heat National Geological Park），位於广东省江門市恩平西北部，大致分布于那吉镇、大田镇和良西镇三个镇，占地约80平方公里。
地質公園建設在恩平斷裂帶上，設斷裂帶位於粵港澳大灣區西岸，經多次地質演變所形成。
恩平地熱國家地質公園是中國首個依托地熱資源建設起來的國家級公園。座落於恩平，在粵港澳大灣區區內，恩平是地熱資源最豐富區域。公園與高鐵恩平站相距僅25公里。

## 歷史
2005年8月，获得中国国土资源部正式批准授牌。
2022年8月12日，公园范围调整获得專家组通過，等待进一步审核。

## 景區
- 地熱温泉
- 七彩峡谷
  - 七彩瀑布